# 対数コーシー分布
確率論における対数コーシー分布（たいすうコーシーぶんぷ、英: log-Cauchy distribution）とは、対数をとったものがコーシー分布に従うような確率変数が従う確率分布である。X がコーシー分布
に従うならば Y = exp(X) は対数コーシー分布に従い、同様に Y が対数コーシー分布に従うなら X = log(Y) はコーシー分布に従う。

## 定義
対数コーシー分布は台 {\displaystyle (0,\infty )} を持ち、確率密度関数は
{\displaystyle {\begin{aligned}f(x;\mu ,\sigma )&={\frac {1}{\pi \sigma x}}{\frac {1}{1+\left({\dfrac {\ln x-\mu }{\sigma }}\right)^{2}}}\\&={\frac {1}{\pi x}}{\frac {\sigma }{(\ln x-\mu )^{2}+\sigma ^{2}}}\end{aligned}}}
である。ここで {\displaystyle \mu } は実数、{\displaystyle \sigma >0}。 {\displaystyle \sigma } が既知のとき、尺度母数は {\displaystyle e^{\mu }} である：
{\displaystyle f(x;\mu ,\sigma )={\frac {1}{e^{\mu }}}f(x/e^{\mu };0,\sigma )}
{\displaystyle \mu } と {\displaystyle \sigma } は対応するコーシー分布の位置母数と尺度母数である。著者によっては {\displaystyle \mu } と {\displaystyle \sigma } をそれぞれ対数コーシー分布の位置・尺度母数と定義することもある。
{\displaystyle \mu =0} かつ {\displaystyle \sigma =1} のときは標準コーシー分布と対応して、確率密度関数は次のように簡略化される。
{\displaystyle f(x;0,1)={\frac {1}{\pi x(1+(\ln x)^{2})}}}
また、累積分布関数は
{\displaystyle F(x;\mu ,\sigma )={\frac {1}{2}}+{\frac {1}{\pi }}\arctan \left({\frac {\ln x-\mu }{\sigma }}\right)}
である。

## 性質
{\displaystyle \mu =0}, {\displaystyle \sigma =1} のとき、生存関数は
{\displaystyle S(x;0,1)={\frac {1}{2}}-{\frac {1}{\pi }}\arctan(\ln x)}
ハザード率 は
{\displaystyle \lambda (x;0,1)=\left(x\pi \left(1+\left(\ln x\right)^{2}\right)\left({\frac {1}{2}}-{\frac {1}{\pi }}\arctan(\ln x)\right)\right)^{-1}}
である。ハザード率は分布の始端と終端とで減少するが、途中に増加する区間が存在する場合もある。
対数コーシー分布は裾の重い分布の一例である。これを「非常に裾の重い分布（super-heavy tailed distribution）」とする著者もいる。なぜなら、パレート型ヘヴィーテイルよりも裾が重い（つまり対数関数的にしか減衰しない）ためである。コーシー分布と同じく、対数コーシー分布では一切の（非自明）モーメントが無限大になる。平均はモーメントの一種なので対数コーシー分布は有限の平均、および標準偏差を持たない。
対数コーシー分布はいくつかのパラメータに関してのみ無限分解可能分布となる。対数正規分布、対数t分布、ワイブル分布と同様に、対数コーシー分布は一般化ベータ分布の特別な場合である。実は対数コーシー分布は対数t分布の特別な場合であり、これはコーシー分布が自由度1のt分布のことであるのと同様である。
コーシー分布が安定分布なので対数コーシー分布は対数安定的であり、対数安定分布は x=0 を極とする。

## パラメータの推定
標本の自然対数をとったものの中央値は、{\displaystyle \mu } のロバストな推定量（robust estimator）になる。標本の自然対数をとったものの中央絶対偏差（median absolute deviation, MAD）は {\displaystyle \sigma } のロバストな推定量になる。

## 利用
ベイズ統計学において、対数コーシー分布は非正則な Jeffreys-Haldane事前密度（推定したい正のパラメータについて、k である密度を 1/k で与える）の近似に用いることができる。対数コーシー分布は、有意な外れ値または極値が発生するようなある種の生存過程のモデル化に用いることができる。適切なモデルになり得る例の一つにヒト免疫不全ウイルスの感染から発症までの時間が挙げられる。この期間は患者によっては非常に長いものとなる。対数コーシー分布は生物種の豊富度パターン（species abundance patterns）のモデルとしても提案されている。